# 第11回フェニックス映画批評家協会賞
11th PFCS Awards

作品賞: 

 『英国王のスピーチ』
第11回フェニックス映画批評家協会賞は、フェニックス映画批評家協会が2010年の映画に贈る賞で、2010年12月28日に発表された。

## 受賞とノミネート一覧

### 主演男優賞
- コリン・ファース - 『英国王のスピーチ』
  - ジェフ・ブリッジス - 『トゥルー・グリット』
  - ロバート・デュヴァル - Get Low
  - ジェシー・アイゼンバーグ - 『ソーシャル・ネットワーク』
  - ジェームズ・フランコ - 『127時間』

### 主演女優賞
- ナタリー・ポートマン - 『ブラック・スワン』
  - アネット・ベニング - 『キッズ・オールライト』
  - ジェニファー・ローレンス - 『ウィンターズ・ボーン』
  - ジュリアン・ムーア - 『キッズ・オールライト』
  - キャリー・マリガン - 『わたしを離さないで』

### アニメ映画賞
- 『トイ・ストーリー3』
  - 『ヒックとドラゴン』
  - 『塔の上のラプンツェル』

### 撮影賞
- 『トゥルー・グリット』 - ロジャー・ディーキンス
  - 『ハリー・ポッターと死の秘宝 PART1』 - エドゥアルド・セラ
  - 『インセプション』 - ウォーリー・フィスター

### 監督賞
- クリストファー・ノーラン - 『インセプション』
  - ダニー・ボイル - 『127時間』
  - コーエン兄弟 - 『トゥルー・グリット』
  - デヴィッド・フィンチャー - 『ソーシャル・ネットワーク』
  - トム・フーパー - 『英国王のスピーチ』

### 編集賞
- 『インセプション』 - リー・スミス
  - 『127時間』 - ジョン・ハリス
  - 『ブラック・スワン』 - アンドリュー・ワイスブラム
  - 『シャッター アイランド』 - セルマ・スクーンメイカー

### 美術賞
- 『インセプション』
  - 『英国王のスピーチ』
  - 『トゥルー・グリット』

### 衣装デザイン賞
- 『アリス・イン・ワンダーランド』
  - 『英国王のスピーチ』
  - 『トゥルー・グリット』

### 視覚効果賞
- 『インセプション』
  - 『アリス・イン・ワンダーランド』
  - 『ハリー・ポッターと死の秘宝 PART1』

### スタント賞
- 『インセプション』
  - 『キック・アス』
  - 『ソルト』

### アンサンブル演技賞
- 『ソーシャル・ネットワーク』
  - 『インセプション』
  - 『キッズ・オールライト』
  - 『英国王のスピーチ』

### 見落とされがちな作品賞
- 『わたしを離さないで』
  - 『モールス』
  - Please Give

### ドキュメンタリー映画賞
- 『レストレポ 〜アフガニスタンで戦う兵士たちの記録〜』
  - 『インサイド・ジョブ 世界不況の知られざる真実』
  - The Tillman Story

### 主題歌賞
- 「ユー・ハヴント・シーン・ザ・ラスト・オブ・ミー」 - 『バーレスク』
  - 「誰にでも夢はある」 - 『塔の上のラプンツェル』
  - "Strip Me" - 『恋とニュースのつくり方』
  - "There's A Place for Us" - 『ナルニア国物語/第3章: アスラン王と魔法の島』
  - 「僕らはひとつ」 - 『トイ・ストーリー3』

### 作曲賞
- 『インセプション』 - ハンス・ジマー
  - 『ゴーストライター』 - アレクサンドル・デプラ
  - 『トゥルー・グリット』 - カーター・バーウェル

### 作品賞
- 『英国王のスピーチ』
  - 『127時間』
  - 『インセプション』
  - 『わたしを離さないで』
  - 『シャッター アイランド』
  - 『キッズ・オールライト』
  - 『ソーシャル・ネットワーク』
  - 『トイ・ストーリー3』
  - 『トゥルー・グリット』
  - 『ウィンターズ・ボーン』

### 外国語映画賞
- 『ビューティフル BIUTIFUL』  メキシコ
  - 『ミラノ、愛に生きる』  イタリア
  - 『瞳の奥の秘密』  アルゼンチン

### ファミリー映画賞
- 『アリス・イン・ワンダーランド』
  - 『ベスト・キッド』
  - 『ナルニア国物語/第3章: アスラン王と魔法の島』
  - 『セクレタリアト/奇跡のサラブレッド』

### 脚色賞
- 『ソーシャル・ネットワーク』 - アーロン・ソーキン
  - 『わたしを離さないで』 - アレックス・ガーランド
  - 『トゥルー・グリット』 - コーエン兄弟

### オリジナル脚本賞
- 『インセプション』 - クリストファー・ノーラン
  - 『ブラック・スワン』 - マーク・ハイマン、アンドレス・ハインツ、ジョン・J・マクローリン
  - 『キッズ・オールライト』 - リサ・チョロデンコ、スチュアート・ブルムバーグ

### ブレイクスルー演技賞
- クロエ・グレース・モレッツ - 『キック・アス』
  - ジェニファー・ローレンス - 『ウィンターズ・ボーン』
  - ヘイリー・スタインフェルド - 『トゥルー・グリット』

### ブレイクスルー監督賞
- デブラ・グラニク - 『ウィンターズ・ボーン』
  - ロドリゴ・コルテス - 『［リミット］』
  - マーク・ロマネク - 『わたしを離さないで』

### 助演男優賞
- クリスチャン・ベール - 『ザ・ファイター』
  - マット・デイモン - 『トゥルー・グリット』
  - アンドリュー・ガーフィールド - 『ソーシャル・ネットワーク』
  - マーク・ラファロ - 『キッズ・オールライト』
  - ジェフリー・ラッシュ - 『英国王のスピーチ』

### 助演女優賞
- メリッサ・レオ - 『ザ・ファイター』
  - ヘレナ・ボナム＝カーター - 『英国王のスピーチ』
  - クロエ・グレース・モレッツ - 『キック・アス』
  - クリスティン・スコット・トーマス - 『ノーウェアボーイ ひとりぼっちのあいつ』
  - ヘイリー・スタインフェルド - 『トゥルー・グリット』

### 若手男優賞
- コディ・スミット＝マクフィー - 『モールス』
  - ウィル・ポールター - 『ナルニア国物語/第3章: アスラン王と魔法の島』
  - ジェイデン・スミス - 『ベスト・キッド』

### 若手女優賞
- ヘイリー・スタインフェルド - 『トゥルー・グリット』
  - クロエ・グレース・モレッツ - 『キック・アス』
  - クロエ・グレース・モレッツ - 『モールス』